# Хаюя (Пуерто-Рико)
Хаюя (ісп. Jayuya, МФА: [xaˈʝuʝa]) — муніципалітет Пуерто-Рико, острівної території у складі США. Заснований 1911 року.

## Географія
Площа суходолу муніципалітету складає 104 км² (41-е місце за цим показником серед 78 муніципалітетів Пуерто-Рико).

## Демографія
Станом на 2010 рік на території муніципалітету мешкало 16 642 ос.
Динаміка чисельності населення:

## Населені пункти
Основним населеним пунктом муніципалітету Хаюя є однойменне місто:
| Населений пункт | Статус | Населення :   | Населення :   | Населення :   |
| Населений пункт | Статус | на 01.04.1990 | на 01.04.2000 | на 01.04.2010 |
| --------------- | ------ | ------------- | ------------- | ------------- |
| Хаюя            | Місто  | 3 702         | 3 516         | 2 759         |